# Liquid Lunch
Singles de Caro Emerald
Tangled Up
(2013) One Day
(2013)
Liquid Lunch est un single musical de la chanteuse néerlandaise Caro Emerald, sorti le 21 mai 2013. La chanson a notamment été jouée lors d'un concert le 4 juillet 2014 à l'Olympia de Paris, et reprise par la marque Mon chéri pour une publicité,.